# Ulrik Federspiel
Ulrik Federspiel, né le 22 avril 1943, a servi de nombres années au sein du gouvernement et de l'administration danoise. Il devient vice-président de Global Affairs le 1er avril 2009. Il est membre du comité de direction du groupe Bilderberg.